# 유인 (신분)
유인(遊人)은 고구려의 신분제에 규정된 신분이다.
10명 단위로 세금을 내며 연구 초기 거처없이 떠돌아다니는 거지를 말한다고 추정했으나, 현재는 유목민을 나타낸다는 것이 정설로 굳어지고 있다.